# Aero A-8
De Aero A-8 (ook wel bekend als A.8) is een Tsjechoslowaaks dubbeldekker passagiersvliegtuig gebouwd door Aero. De A.8 is de voorloper van de A-10, van de A.8 is er maar 1 prototype gebouwd. De A-8 was in 1921 getekend door Karel Rösner en Rudolf Blaser. Bijzonder aan dit vliegtuig, in vergelijking met vliegtuig gebouwd in dezelfde tijd, is dat de stoel van de piloot zich boven de vleugel bevindt, voor deze tijd was het de piloot achter de vleugel moest plaatsnemen. Tijdens een testvlucht is het prototype verongelukt, waarbij het neerstortte op een houten gebouw in Kbely.

## Specificaties
- Bemanning: 1
- Capaciteit: 4 passagiers
- Lengte: 9,3 m
- Spanwijdte: 14 m
- Vleugeloppervlak: 49 m2
- Leeggewicht: 1 442 kg
- Volgewicht: 1 935 kg
- Motor: Maybach Mb.IV (6-cilinder, watergekoeld), 177 kW (240 pk)
- Propeller: 2-bladig
- Maximumsnelheid: 240 km/h
- Kruissnelheid: 105 km/h
- Vliegbereik: 600 km